# Otto Heinrich May
Otto Heinrich May (* 1. Februar 1887 in Bremerhaven; † 19. Juni 1977 in Kassel) war ein deutscher Historiker und Bibliothekar. May war von 1927 bis 1952 Direktor der Vormals Königlichen und Provinzial-Bibliothek (ab 1947 Niedersächsische Landesbibliothek, heute Gottfried Wilhelm Leibniz Bibliothek) in Hannover.

## Leben
Geboren als Sohn des Bremerhavener Textilkaufmanns Otto May studierte er nach dem Schulbesuch in Bremerhaven Geschichte, Germanistik und Anglistik in Tübingen, München und Göttingen. Während seines Studiums wurde er 1906 Mitglied der Tübinger Burschenschaft Derendingia. Er wurde 1912 in Göttingen über das Thema "Untersuchungen über das Urkundenwesen der Erzbischöfe von Bremen im XIII. Jahrhundert (1210–1306)" promoviert. Nach einem Volontariat 1914 an der Universitätsbibliothek Gießen war er 1914–1919 Offizier im Ersten Weltkrieg, 1919–1921 Bibliothekar an der Staats- und Universitätsbibliothek Hamburg. Seit 1921 war er Bibliotheksrat an der Vormals Königlichen und Provinzialbibliothek (Niedersächsische Landesbibliothek) Hannover, 1927–1952 ihr Direktor. Seit 1971 lebte May in Kassel.
Als Beamter zeigte er sich anpassungsbereit: hatte er vor 1933 noch das Lob des amerikanischen, schwedischen und dänischen Bibliothekswesens angestimmt (in einem Artikel im Hannoverschen Kurier zum „Tag des Buches“ am 22. März 1929), so veröffentlichte er nach 1933 – immerhin als Direktor der Bibliothek, die den Nachlass des Philosophen Gottfried Wilhelm Leibniz verwahrte – für NS-Tageszeitungen und Zeitschriften Artikel wie „Leibniz und Hannover“ (Niedersächsische Tages-Zeitung (Untertitel: „Kampfblatt für den Nationalsozialismus“) vom 15./16. September 1934), „Leibniz und der Wehrgedanke“ (Niedersächsische Tages-Zeitung vom 17./18. Oktober 1936) oder „Leibniz und die Heeresversorgung“ (Zeitschrift für Heeresverwaltung, hrsg. vom Oberkommando des Heeres, vom 5. Juni 1940). 1933 ließ er „marxistische und jüdische Literatur“ aussondern, Auswahlverzeichnisse von NS-Literatur („Sonderverzeichnis über das Schrifttum zur nationalen Bewegung und Nationalsozialistischen Revolution“) herstellen und setzte das sog. „Gesetz zur Wiederherstellung des Berufsbeamtentums“ in die Praxis um, indem er die beiden jüdischen Bibliotheksmitarbeiter Paula Blank und Werner Kraft als „Nichtarier“ unter § 3 des Gesetzes fallend der Provinzialverwaltung meldete. Auch sorgte er für den „Gemeinschaftsempfang“ von „Führerreden“ durch Belegschaft und Bibliotheksbenutzer.
Andererseits kann man ihm zugestehen, dass er in den schwierigen Zeiten von Bombenkrieg und Mangelwirtschaft der 1940er Jahre seine Beamtenpflicht ebenso zuverlässig erfüllte. Er sorgte mit großer Umsicht und dank guter Verbindungen dafür, dass die ihm als Direktor anvertrauten Schätze der Bibliothek vor Zerstörung und Raub bewahrt wurden. Er ließ sie durch Auslagerung rechtzeitig in Sicherheit bringen und in der unmittelbaren Nachkriegszeit, als die Gefahr aus einer anderen Richtung drohte – nämlich durch die drohende Besetzung des Auslagerungsorts Kloster Michaelstein durch sowjetische Truppen –, konnte er veranlassen, dass die Bestände in letzter Minute zurücktransportiert wurden. (May berichtete darüber ausführlich in seinen Erinnerungen „Kriegs- und Nachkriegsschicksale der Niedersächsischen Landesbibliothek in Hannover“.)
Sein Promotionsthema, die Erzbischöfe von Bremen blieben Mays wissenschaftliches Spezialgebiet als Historiker. Bereits 1928 erschien die 1. Lieferung des 1. Bandes der "Regesten der Erzbischöfe" von Bremen, die May selbst bearbeitet hatte. Die 2. Lieferung erschien 1933, fortgesetzt wurde das Werk erst 1953, dann jedoch nicht mehr von May.

## Werke (Auswahl)
- Kriegs- und Nachkriegsschicksale der Niedersächsischen Landesbibliothek in Hannover (1939–1950). Nach Tagebuchvermerken, Aktenauszügen, Erlebnissen und Erkenntnissen. Hildesheim 1968.
- Regesten der Erzbischöfe von Bremen. Bearbeitet von Otto Heinrich May. Hannover 1928 (Veröffentlichungen der Historischen Kommission für die Provinz Hannover, Oldenburg, Braunschweig, Schaumburg-Lippe und Bremen. 11).
- Niedersächsische Lebensbilder. Im Auftrag der Historischen Kommission hrsg. von Otto Heinrich May und Edgar Kalthoff. Band 1–9. Hildesheim 1939–1967 (May gab die Bände 1–5 heraus).